# القطینه

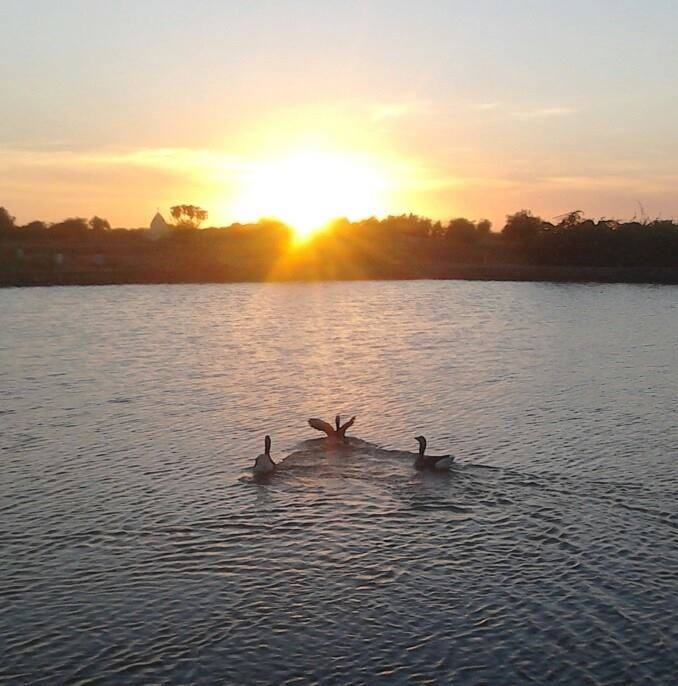
پرندگان در القطینه

القطینه (به عربی: القطینة) یک منطقهٔ مسکونی در سودان است که در نیل سفید (ایالت سودان) واقع شده‌است. القطینه b نفر جمعیت دارد.